# 西藏耳蕨
西藏耳蕨（学名：Polystichum tibeticum）为鳞毛蕨科耳蕨属下的一个种。
现接受名为陕西耳蕨（Polystichum shensiense Christ, 1906）。